# 川口市立安行中学校
川口市立安行中学校(かわぐちしりつ あんぎょうちゅうがっこう)は、埼玉県川口市安行にある公立中学校。通称は「安中」（あんちゅう）。
正門を出て左に安行公民館がある。

## 沿革
- 1947年4月1日 - 埼玉県北足立郡安行村安行中学校創設
- 1949年5月13日 - 校舎一棟（4教室）落成し開校式を挙げる
- 1952年5月28日 - 中棟校舎（特別教室2）落成
- 1955年4月1日 - 安行村の川口市合併により、川口市立安行中学校と称する
- 1960年4月1日 - 北足立郡美園村大字西立野一部川口市編入により学区拡張
- 1961年3月22日 - 北校舎（3教室）落成
- 1963年4月1日 - 戸塚地区（差間行衛を除く）学区に編入される（1962年5月1日に美園村が川口市と浦和市に分村編入され、同地区から浦和市立美園中学校へ通学していた生徒を受け入れたため）
- 1963年8月20日 - 中校舎落成
- 1966年10月9日 - 川口市立安行中学校旗を制定発表
- 1967年3月8日 - 川口市立安行中学校歌を制定（作詞：下山つとむ、作曲：石井義信）
- 1974年10月14日 - 管理棟落成
- 1979年2月14日 - 校庭舗装道路沿いに、桜15は本植樹（PTAから寄贈・奉仕）
- 1980年4月1日 - 戸塚中学校新設に伴う分離
- 1980年4月10日 - 柔道場・剣道場、建築工事完成
- 1980年8月28日 - 中校舎生徒用玄関新築落成
- 1980年9月25日 - グランド、基礎より掘り起こし全面改修
- 1981年3月13日 - 岩石園新設（PTA）
- 1981年3月25日 - 校門新設（旧を撤去）
- 1981年8月25日 - 中校舎改修、外装塗装、教室床張り替え、渡り廊下塗装
- 1984年4月1日 - 安行東中学校新設に伴う分離
- 1987年4月1日 - 特殊学級（1学級）創設
- 1987年8月29日 - 校庭にスプリンクラー設置（21基）
- 1990年8月31日 - 管理棟外装塗装
- 1991年8月31日 - 中校舎外装塗装
- 1992年2月28日 - 特殊学級シャワー室設置・保健室エアコン設置
- 1992年8月31日 - 南校舎外装塗装
- 1993年1月22日 - 陶芸庫新設
- 1993年10月30日 - 金工室をコンピュータ室に改装（17台設置）
- 1995年10月7日 - 武道館新設（名称：緑風館）
- 1996年8月31日 - 管理棟1階会議室改装
- 1996年11月30日 - 開校50周年記念式典挙行
- 1997年2月3日 - 南校舎1階さわやか相談室開設
- 1997年6月1日 - 校長室・事務室・職員室エアコン設置
- 1997年8月31日 - 南校舎4階・図書室・図書閲覧室新設
- 1999年8月24日 - 南校舎1 - 3階トイレ改修
- 1999年8月30日 - コンピュータの新機種に入れ替え
- 2000年10月17日 - 川口市立教育委員会委嘱「音楽、技術・家庭」本発表

## 教育目標
- 自主（自ら進んで行動する）
- 誠実（真心をこめ、互いに接する）
- 創造（新しい生活や文化をつくりだす）
- 共生（互いに個性を尊重しあい、ともに生きる）

## 部活動

### 運動部
- サッカー部
- 柔道部
- 野球部
- 女子ソフトボール部
- 男女バスケットボール部
- 女子バレーボール部
- 男女ソフトテニス部
- 男女卓球部
- 水泳部
- 剣道部
- 陸上部

### 文化部
- 美術部
- 吹奏楽部
- 文芸部
- 合唱部
- 生活科学部